# H3 (ракета-носитель)
H3 —  японская ракета-носитель тяжёлого класса, призванная заменить основные действующие ракеты H-IIA и H-IIB.
Проект утверждён японским правительством в 2013 году, разработкой занимаются Японское агентство аэрокосмических исследований (JAXA) и компания Mitsubishi Heavy Industries, бюджет составляет 1,9 млрд долларов США.
Основной целью создания H3 является дальнейшее снижение стоимости запуска и обслуживания японских ракет-носителей и увеличение частоты запусков, чтобы иметь возможность конкурировать на мировом рынке коммерческих запусков. Заявлены намерения вдвое снизить стоимость запуска по сравнению с H-IIA. Ракета будет иметь несколько конфигураций для покрытия широкого спектра орбит и размеров полезной нагрузки.
Ожидается, что базовая версия H3 без твердотопливных ускорителей (H3-30S) сможет доставить до 4 т на солнечно-синхронную орбиту высотой 500 км, со стоимостью запуска порядка 5 млрд иен (~45 млн долларов США). Максимальная конфигурация ракеты-носителя (H3-24L) позволит выводить спутники массой более 6,5 т на геопереходную орбиту.
Запуски будут выполняться с переоборудованной второй площадки стартового комплекса «Ёсинобу», расположенного в Космическом центре Танегасима.
Первая попытка запуска H3 в кофигурации 22S (с двумя твердотопливными ускорителями) со спутником ДЗЗ ALOS-3 состоялась 17 февраля 2023 года и была прервана после зажигания двигателей первой ступени из-за отказа боковых ускорителей. Вторая попытка состоялась 7 марта 2023 года, однако была неудачной: ракета ушла со старта, но двигатель второй ступени не включился, и была подана команда на самоуничтожение ракеты.

## Конструкция

### Твердотопливные ускорители
В зависимости от варианта конфигурации на первую ступень может быть дополнительно установлено до 4 твердотопливных ускорителей SRB-3. Это следующее поколение ускорителя SRB-A, который используется на ракетах H-IIA и H-IIB, а также в качестве первой ступени ракеты-носителя «Эпсилон». Основные отличия:
- вместо подвижного сопла, установленного на предыдущей версии ускорителя и позволяющего управлять вектором тяги, на SRB-3 используется фиксированное сопло, что упрощает строение двигателя и снижает его стоимость.
- Система крепления и отстыковки ускорителя существенно упрощена, так что повышается надёжность отделения от первой ступени. Используются 3 точки фиксации вместо 6, больше не будут использоваться диагональные стойки крепления, которые механически отводили ускоритель в сторону от первой ступени после отстыковки, вместо них применён пиротехнический механизм отталкивания.

Высота ускорителя составит 14,6 м, диаметр — 2,5 м, масса топлива — 66,8 т.
Тяга одного ускорителя — 2158 кН, удельный импульс — 283,6 с.
Модификация двигателя SRB-3 будет также в дальнейшем использоваться для ракеты-носителя «Эпсилон».

### Первая ступень
Будет использовать в качестве компонентов топлива криогенные жидкий водород (горючее) и жидкий кислород (окислитель).
На ступени могут быть опционально установлены 2 или 3 новых жидкостных ракетных двигателя LE-9, разрабатываемого Mitsubishi Heavy Industries. Двигатель будет использовать схему открытого цикла с фазовым переходом. Это, хотя и снизит показатели удельного импульса по сравнению с двигателем закрытого цикла LE-7A первой ступени H-IIA, позволит значительно упростить конструкцию, снизить давление и температуру в камере сгорания, увеличить износоустойчивость и надёжность.
Тяга одного двигателя будет составлять 1221 кН на уровне моря и 1472 кН в вакууме, удельный импульс — 425 с. Двигатель будет иметь возможность дросселировать тягу в диапазоне от 100 до 63 %.

### Вторая ступень
На увеличенной в диаметре до 5,2 м второй ступени, также использующей в качестве топлива жидкий водород и жидкий кислород, будет установлен один жидкостный ракетный двигатель LE-5B-3, модификация двигателя LE-5 вторых ступеней действующих носителей H-IIA и H-IIB.
Тяга двигателя составит 137 кН, удельный импульс — 448 с.
Основное полётное оборудование и авионика H3 будут теми же, что используются на ракете-носителе «Эпсилон», позволяя снизить стоимость её запуска.

### Головной обтекатель
Для полезной нагрузки разных размеров могут быть предложены короткий (S, англ. short) или длинный (L, англ. long) головные обтекатели с внешним диаметром 5,2 м и доступным внутренним диаметром 4,6 м.

## Варианты конфигурации
Версия ракеты-носителя будет обозначаться тремя символами: 2 цифры и 1 буква.
- Первая цифра обозначает количество двигателей, установленных на первой ступени и может быть 2 или 3.
- Вторая цифра обозначает количество установленных твердотопливных ускорителей и может быть 0, 2 или 4.
- Буква обозначает тип головного обтекателя и может быть S или L.

Для примера: версия H3-24L имеет 2 двигателя на первой ступени, 4 твердотопливных ускорителя и длинный головной обтекатель, а базовая версия H3-30S — 3 двигателя на первой ступени, ни одного ускорителя и короткий обтекатель.

## Запуски
| Полёт               | Дата, время (UTC) | Версия | Полезная нагрузка                                             | Орбита                                        | Результат |
| ------------------- | ----------------- | ------ | ------------------------------------------------------------- | --------------------------------------------- | --------- |
| 1                   | 7 марта 2023      | H3-22S | ALOS-3 (Advanced Land Observing Satellite 3, Daichi 3)        | Солнечно-синхронная квази-ретроградная орбита | Неудача   |
| 2                   | 17 февраля 2024   | H3-22S | - VEP-4 (Vehicle Evaluation Payload-4), - CE-SAT-1E, - TIRSAT |                                               | Успех     |
| 3                   | 1 июля 2024       | H3-22S | ALOS-4 (Advanced Land Observing Satellite 4, Daichi 4)        |                                               | Успех     |
| Планируемые запуски |                   |        |                                                               |                                               |           |